# Jean-Félix Mamalepot
Jean-Félix Mamalepot (Mbabiri, 28 de diciembre de 1940 – Libreville, 12 de diciembre de 2012) fue un banquero gabonés, que se desempeñó como gobernador del Banco de los Estados de África Central (BEAC), entre 1990 y 2007.

## Biografía
Nacido en el pueblo de Mbabiri, en la provincia de Haut-Ogooué de Gabón, Mamapelot era miembro del grupo étnico Kota. Estudió en París, Francia y se incorporó al Banco de los Estados de África Ecuatorial y Camerún en 1968. En 1970, se incorporó al Banco de Desarrollo de Gabón como director general adjunto y luego, en 1978, como director general, permaneciendo en ese puesto hasta 1990. Se desempeñó brevemente como asesor financiero del primer ministro Casimir Oyé-Mba en 1990.
Antes del nombramiento de Oyé-Mba como Primer Ministro de Gabón, este había ejercido como Gobernador del BEAC desde 1978, y, gracias a la influencia de Oyé-Mba, el 24 de julio de 1990 Mamapelot fue designado para reemplazar a Oyé-Mba en el cargo de Gobernador del Banco, asumiendo tal cargo el 16 de octubre de 1990.
La Conferencia de Jefes de Estado de la Comunidad Económica y Monetaria de los Estados de África Central (CEMAC) decidió reemplazar a Mamalepot como gobernador de BEAC en abril de 2007. En cambio, fue nombrado Alto Comisionado de la Presidencia de Gabón, a cargo del establecimiento de la Zona Franca de Mandji — un área económica especial en la isla de Mandji en Port-Gentil — el 21 de junio de 2007.
Posteriormente, Mamalepot fue elegido por un período de tres años como Presidente del Consejo de Administración de la Caja Nacional de Seguro de Salud y Seguridad Social (Caisse nationale d'assurance maladie et de garantie sociale) el 26 de noviembre de 2008 Fue hospitalizado en París en el Hôpital Cochin en noviembre de 2012 y murió en su casa de Libreville el 12 de diciembre de 2012.